# 컨트리 팝

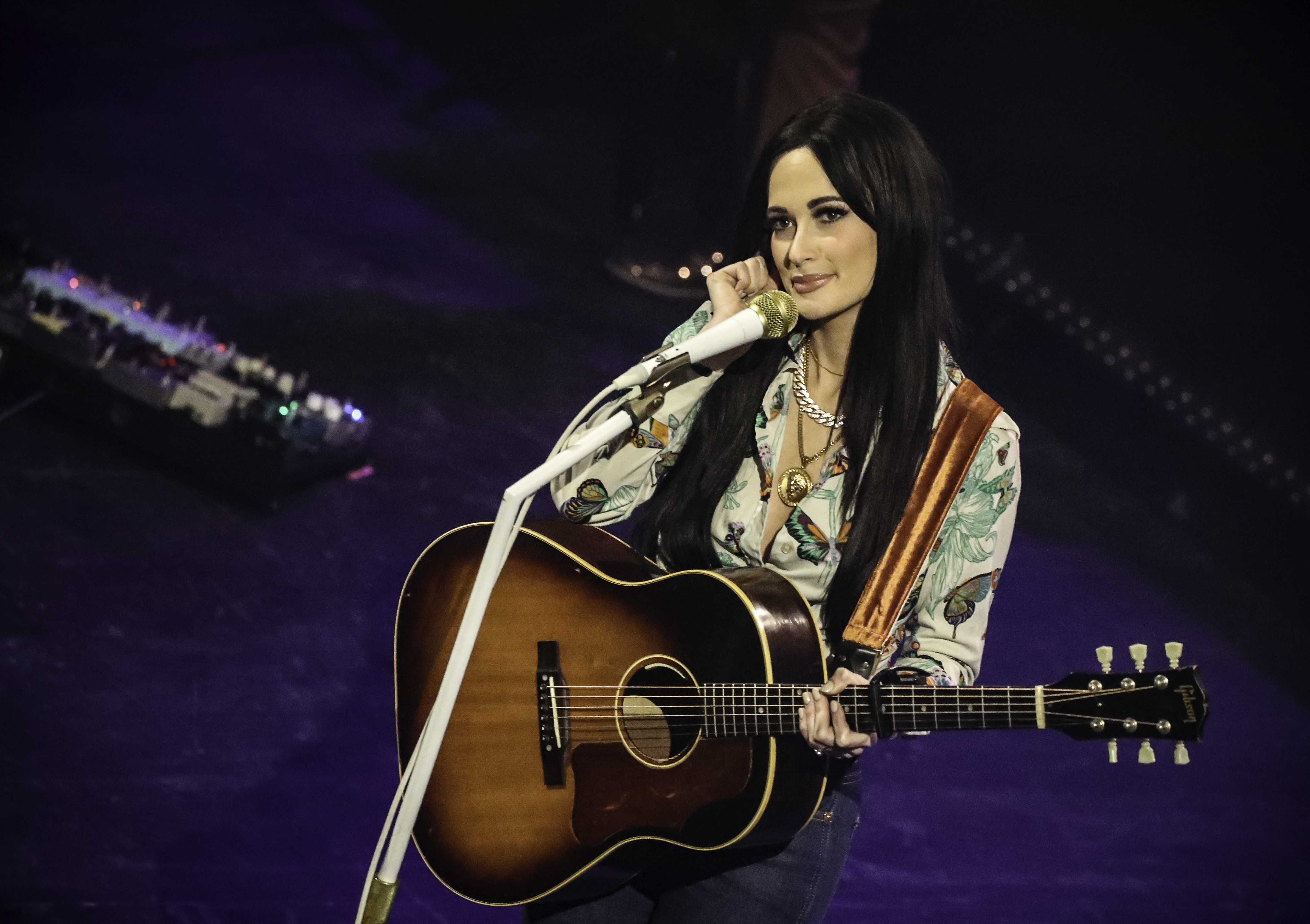

컨트리 팝(Country pop)은 컨트리 음악에 팝적인 요소를 가미한 음악 장르로, 1970년대 처음 등장하였다.
대표적으로 테일러 스위프트 가 데뷔초 컨트리팝으로 히트를 친 가수이다. 그 결과 현재 여가수 중 최강으로 등극하였다.

## 같이 보기
- 블루스